# Йоханнесен, Хельги
Хе́льги Йоха́ннесен (фар. Helgi Johannesen; род. 28 июля 1997 года в Тофтире, Фарерские острова) — фарерский футболист, защитник второй команды клуба «Б68».

## Карьера
Хельги воспитывался в академиях тофтирского «Б68» и рунавикского «НСИ». В составе второй команды «чёрно-жёлтых» он дебютировал во взрослом футболе: это была встреча первого дивизиона против клуба «07 Вестур», состоявшаяся 15 марта 2014 года. Всего в своём дебютном сезоне Хельги принял участие в 3 матчах турнира.
В 2015 году он вернулся в «Б68» и в первом сезоне после своего возвращения отыграл 3 игры первой фарерской лиги. В следующем сезоне «Б68» выступал в премьер-лиге Фарерских островов. Дебют Хельги в высшем фарерском дивизионе состоялся 24 июля 2016 года в матче против «НСИ». Всего он принял участие в 4 играх фарерского первенства, а его клуб опустился в первую лигу. Два следующих сезона Хельги оставался резервистом и сыграл в общей сложности в 7 матчах первого дивизиона.
Хельги стал основным игроком «Б68» в сезоне-2019, выйдя на поле в 18 играх. В 2020 году он отыграл 19 матчей первой лиги. Хельги также принял участие в стыковом матче против «АБ», заменив на 67-й минуте Боарура Йенсена. По итогам этой встречи «Б68» вернулся в высший фарерский дивизион.

## Статистика выступлений
| Выступление      | Выступление      | Выступление      | Лига | Лига | Кубки | Кубки | Еврокубки | Еврокубки | Прочие | Прочие | Итого | Итого |
| Клуб             | Лига             | Сезон            | Игры | Голы | Игры  | Голы  | Игры      | Голы      | Игры   | Голы   | Игры  | Голы  |
| ---------------- | ---------------- | ---------------- | ---- | ---- | ----- | ----- | --------- | --------- | ------ | ------ | ----- | ----- |
| НСИ Рунавик II   | Первый дивизион  | 2014             | 3    | 0    | 0     | 0     | 0         | 0         | 0      | 0      | 3     | 0     |
| НСИ Рунавик II   | Итого            | Итого            | 3    | 0    | 0     | 0     | 0         | 0         | 0      | 0      | 3     | 0     |
| Б68              | Первый дивизион  | 2015             | 3    | 0    | 0     | 0     | 0         | 0         | 0      | 0      | 3     | 0     |
| Б68              | Премьер-лига     | 2016             | 4    | 0    | 0     | 0     | 0         | 0         | 0      | 0      | 4     | 0     |
| Б68              | Первый дивизион  | 2017             | 6    | 0    | 0     | 0     | 0         | 0         | 0      | 0      | 6     | 0     |
| Б68              | Первый дивизион  | 2018             | 1    | 0    | 1     | 0     | 0         | 0         | 0      | 0      | 2     | 0     |
| Б68              | Первый дивизион  | 2019             | 18   | 0    | 2     | 0     | 0         | 0         | 0      | 0      | 20    | 0     |
| Б68              | Первый дивизион  | 2020             | 19   | 0    | 1     | 0     | 0         | 0         | 0      | 0      | 20    | 0     |
| Б68              | Премьер-лига     | 2021             | 16   | 0    | 1     | 0     | 0         | 0         | 0      | 0      | 17    | 0     |
| Б68              | Итого            | Итого            | 68   | 0    | 5     | 0     | 0         | 0         | 0      | 0      | 73    | 0     |
| Всего за карьеру | Всего за карьеру | Всего за карьеру | 71   | 0    | 5     | 0     | 0         | 0         | 0      | 0      | 76    | 0     |

## Личная жизнь
Младший брат Хельги, Бергур Йоханнесен — тоже футболист. Братья вместе выступали за «Б68».